# Abtei Altenberg

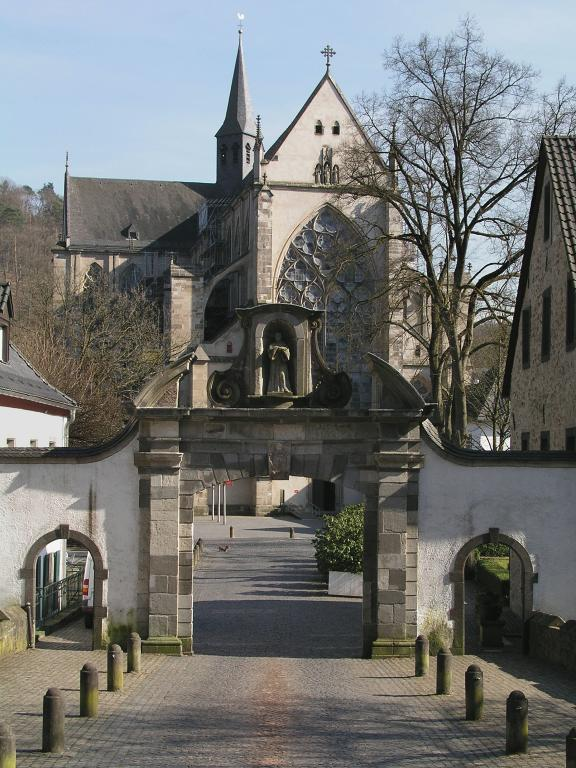
Kloster Altenberg

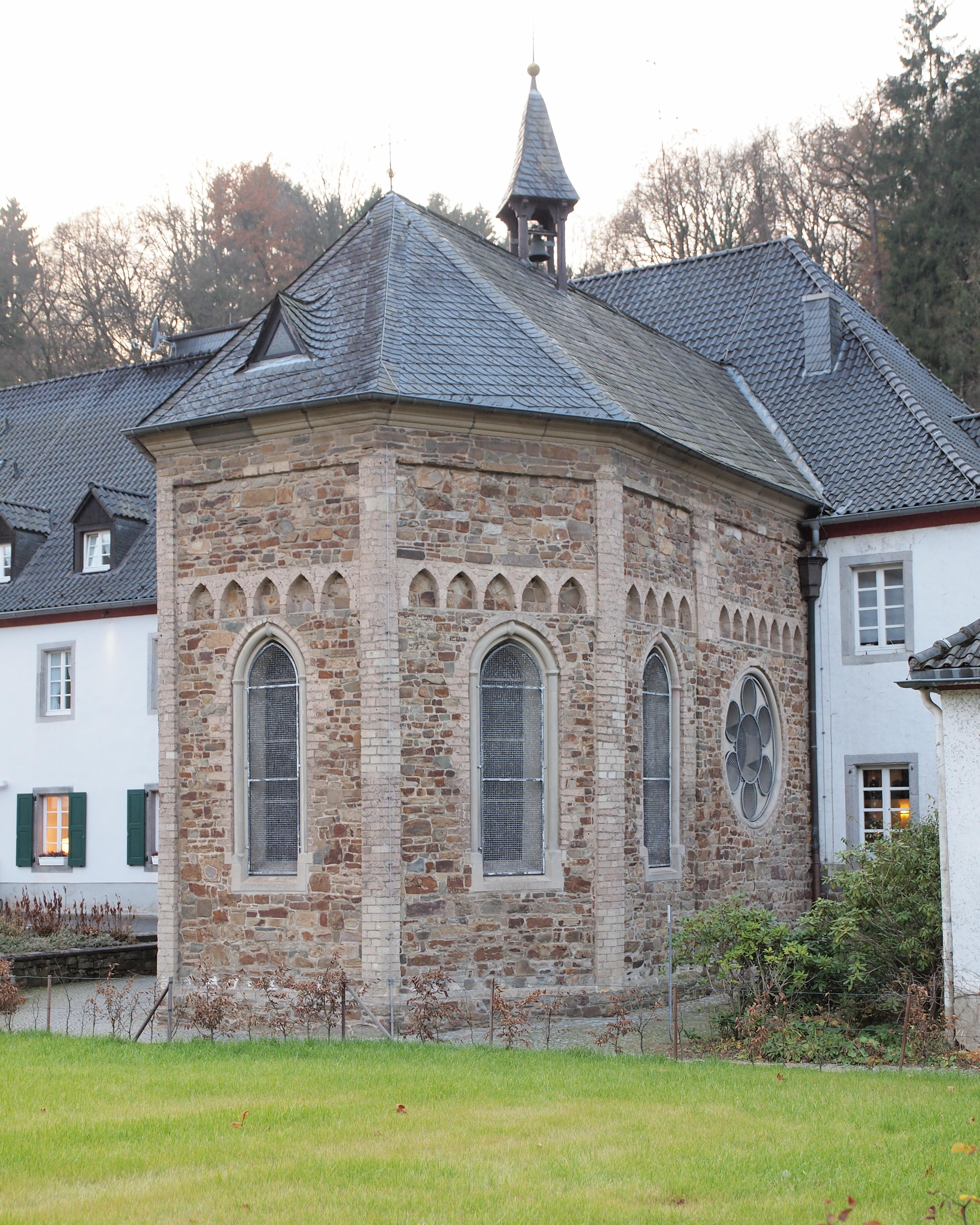
Die Markuskapelle, um 1225 gebaut

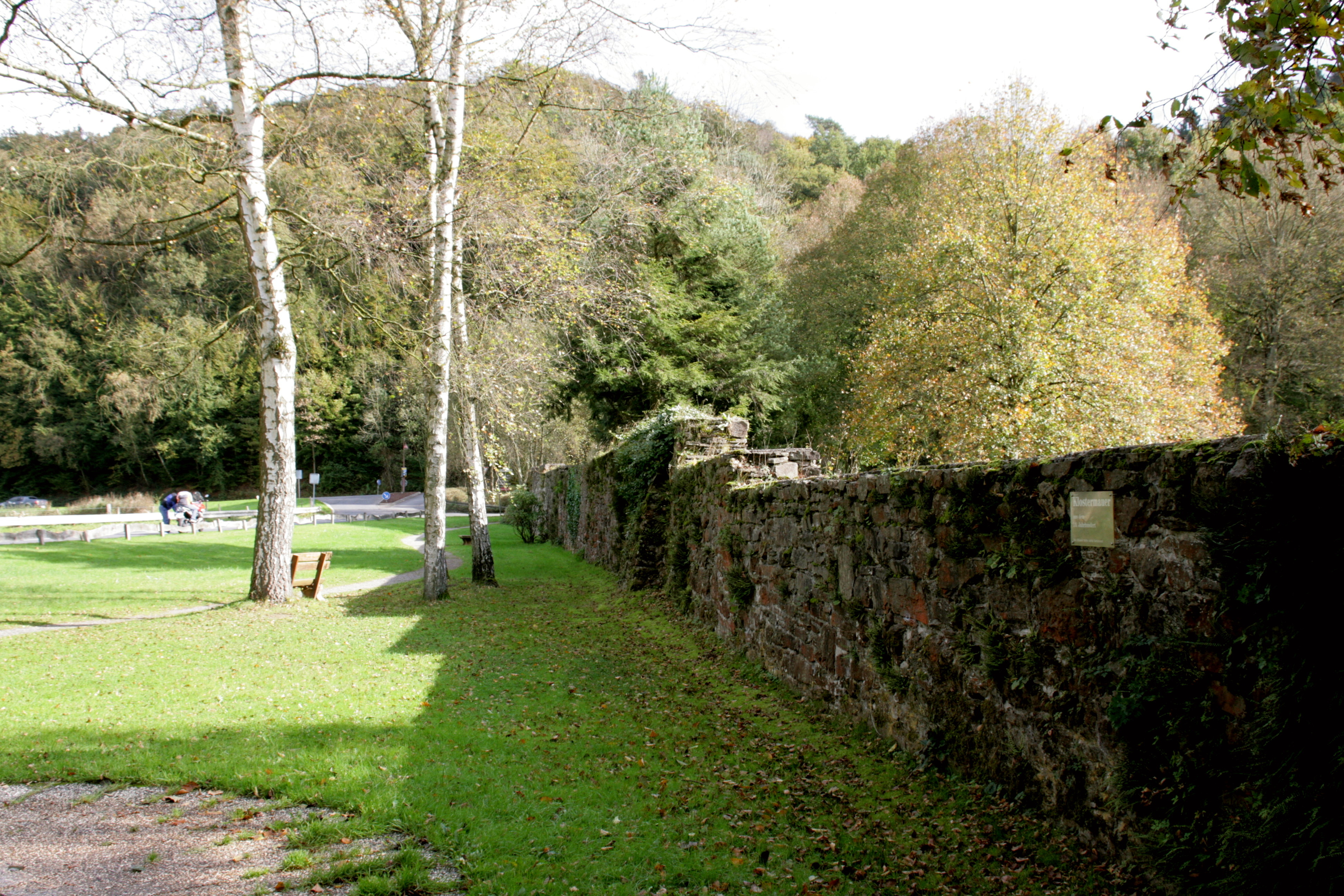
Die restaurierte nördliche Klostermauer (2012)

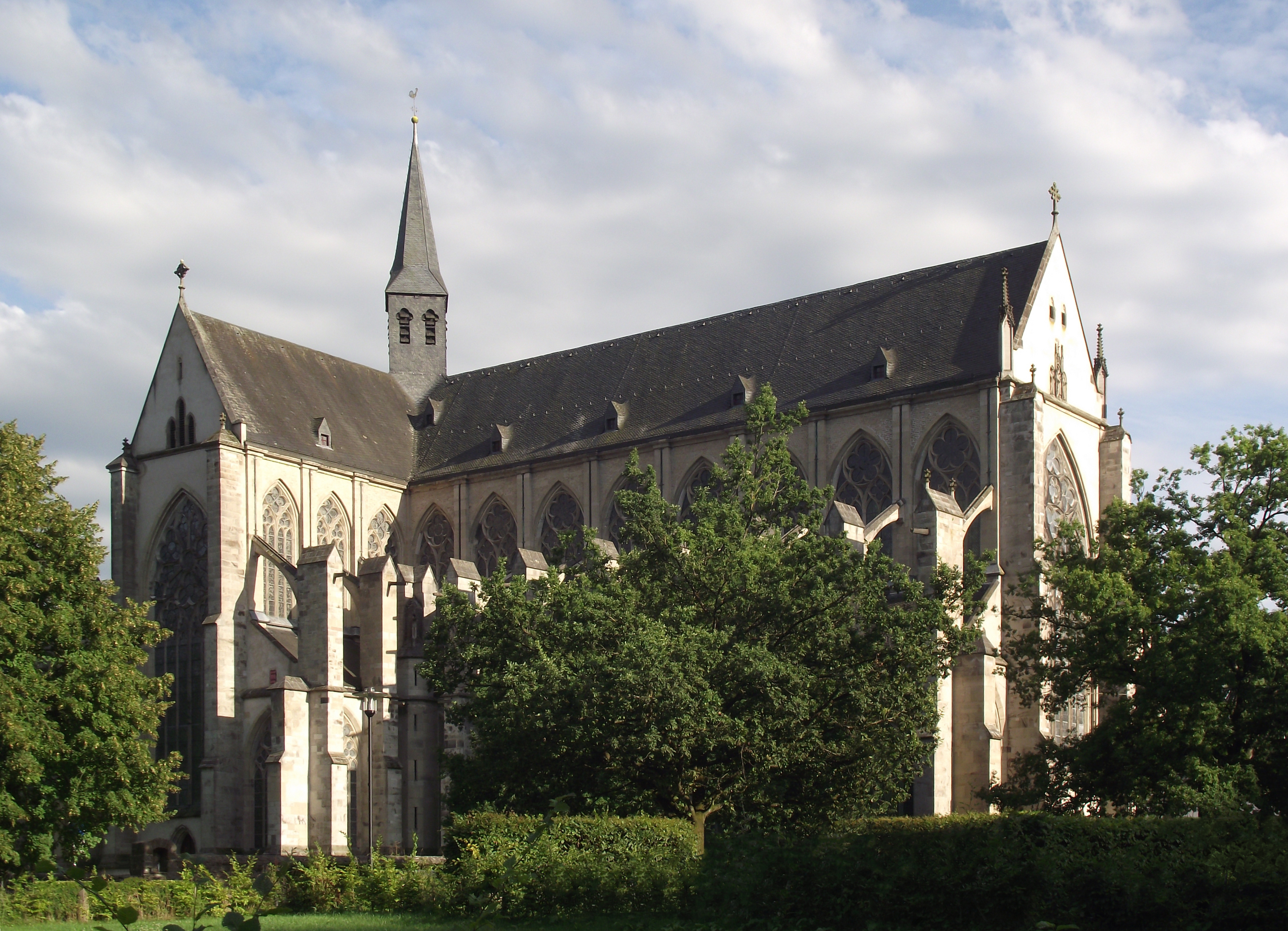
Der Altenberger Dom von Nordwesten (2013)

Die Abtei Altenberg (lateinisch Vetus Mons, Abbatia Veteris Montis, Bergensis Abbatia u. ä.) ist ein ehemaliges Kloster der Zisterzienser und der Kern des Ortsteils Altenberg der Gemeinde Odenthal im Bergischen Land. Sie liegt im Tal der Dhünn. Das Kloster wurde 1133 gegründet und 1803 säkularisiert. Bis heute erhalten ist die Klosterkirche, der Altenberger Dom. Seit dem Wiederaufbau der Ruine 1847 durch den preußischen König Friedrich Wilhelm IV. wird die Kirche als evangelische und katholische Pfarrkirche simultan genutzt. An der Stelle des Klosters steht seit den 1920er-Jahren die Jugendbildungs- und -begegnungsstätte Haus Altenberg, die baulich den früheren Abteigebäuden nachempfunden ist. Hier befand sich von 1926 bis 1954 das Zentrum der katholischen Jugendbewegung in Deutschland.

## Geschichte

### Gründung, Kirchen- und Klosterbau (12.–17. Jahrhundert)
Das Kloster wurde als Filiation (Ableger) des Klosters Morimond in Burgund gegründet. Am 25. August 1133 kamen von dort zwölf Mönche unter Abt Berno ins Dhünntal. Ihnen stand zunächst der Stammsitz der Grafen von Berg, die im 11. Jahrhundert erbaute Burg Berge auf einem Felsvorsprung am Hang des Bülsbergs oberhalb der Dhünn, zur Verfügung. Graf Adolf II. von Berg hatte sie den Zisterziensern geschenkt, als er mit Schloss Burg an der Wupper eine neue Burg errichtete. Adolfs älterer Bruder Graf Everhard von Berg war 1129 in das Zisterzienserkloster von Morimond eingetreten. Ein weiterer Bruder, Bruno II., war damals Erzbischof von Köln. Die drei Brüder stifteten die Abtei aus Dank an Gott und schufen mit diesem „Familienkloster“ gleichzeitig eine angemessene Familiengrablege.
Die Mönche rissen die Burg teilweise ab und bauten sie um. Sie verlegten jedoch schon bald ihren Sitz ins Tal direkt an die Dhünn, weil dies bessere Voraussetzungen für die zisterziensische Lebensweise und den Klosterbau nach dem zisterziensischen Idealplan bot. Dort begannen sie mit dem Bau eines großen Klosters und legten Äcker, eine Kornmühle und Fischteiche an, damit die Abtei sich selber versorgen konnte; die Klosterregel erlaubte gesunden Mönchen kein Fleisch von vierbeinigen Tieren.
Eine erste Kirche, eine dreischiffige romanische Pfeilerbasilika, wurde bereits im Jahr 1145 (Chor) bzw. 1160 (Langhaus) geweiht. Sie trug, wie alle Zisterzienserkirchen, das Patrozinium der Gottesmutter Maria. Die Klosterimmunität reichte bis zur Dhünn. Entlang der Dhünn entstanden Wirtschafts- und Mühlengebäude sowie im Lauf der Zeit neben der Klosterkirche vier Kapellen: die Marienkapelle unmittelbar vor der Klosterpforte rechts (unter Abt Bruno, um 1250), die Kapelle der Heiligen Felix und Adauctus beim Krankenhaus (Ende des 13. Jahrhunderts) und die Abtskapelle in der „Alten Prälatur“ (geweiht am 6. Mai 1507). Die älteste Kapelle auf dem Klostergelände, die um 1225 erbaute Markuskapelle an der Dhünn, ist bis heute erhalten. Der nördliche Abschnitt der Umfriedungsmauer wurde Ende des 20. Jahrhunderts restauriert.
Adolfs Bruder, Erzbischof Bruno II. von Köln, beschenkte das Kloster mit Ländereien, die sich bis auf die linke Rheinseite erstreckten. Dadurch wurde ein Grundstock für den wachsenden Reichtum der Abtei gelegt. Die Abtei genoss den Schutz der deutschen Könige und mehrerer Gebietsherren und war für ihre eigenen Wirtschaftsbetriebe vom Zehnten befreit; sie unterstand weder der Jurisdiktion des Bischofs noch der weltlichen Gerichtsbarkeit. In den ersten Jahrzehnten nach der Gründung verzeichnete die Abtei so viele Eintritte, dass sie Tochterklöster gründen musste. Die Eintretenden vermehrten durch ihre mitzubringende Mitgift den Reichtum der Abtei weiter. Ende des 12. Jahrhunderts gehörten zur Abtei 107 Priestermönche und 138 Laienmönche (Konversen). Bis dahin waren von der Abtei bereits fünf Neugründungen ausgegangen (Mariental, Łekno, Lond/Ląd, Zinna und Haina).
Der früheste Name der Abtei war cenobium, quod dicitur Berghe („monastische Gemeinschaft, genannt Berghe“, 1138), das Kloster hieß auch monasterium s. Marie de (in) Berg(h)e („Kloster der heiligen Maria von (in) Berghe“, 1148), monasterium Bergense (1180), die Kirche ecclesia (s. Marie) de Monte („Kirche der heiligen Maria von/vom Berg“, 1150/65) bzw. Bergensis (um 1180). Der Name „Altenberg“ wird 1195 erstmals im Unterschied zu „Neuenberg“, der Burg an der Wupper erwähnt.
1259 wurde an der Stelle des Vorgängerbaus der Grundstein für eine neue, größere Kirche, den hochgotischen Altenberger Dom, gelegt, deren Chor und südliches Querhaus 1276 eingeweiht wurden. Am 3. Juli 1379 erfolgte die Schlussweihe des Gesamtbaus. Gemäß den Bauvorschriften der Zisterzienser hat der Dom nur einen Dachreiter und keine Türme. Er trägt das Patrozinium St. Mariä Himmelfahrt. Gleichzeitig mit dem Dombau wurden auch die Klostergebäude erweitert. Über die Motive für den Neubau bereits hundert Jahre nach dem ersten Kirchbau ist nichts bekannt. Hans Mosler nennt an möglichen Gründen spekulativ Beschädigungen bei einem Erdbeben am 11. Januar 1222 und eine „gewollte Abkehr von der bisherigen baukünstlerischen Überlieferung“, da die Altenberger Äbte bei ihren Reisen zu anderen Abteien in Westeuropa den neuen gotischen Baustil kennengelernt hätten. Bereits die Markuskapelle wurde 1225 im Rheinischen Übergangsstil zwischen Romanik und Gotik erbaut.

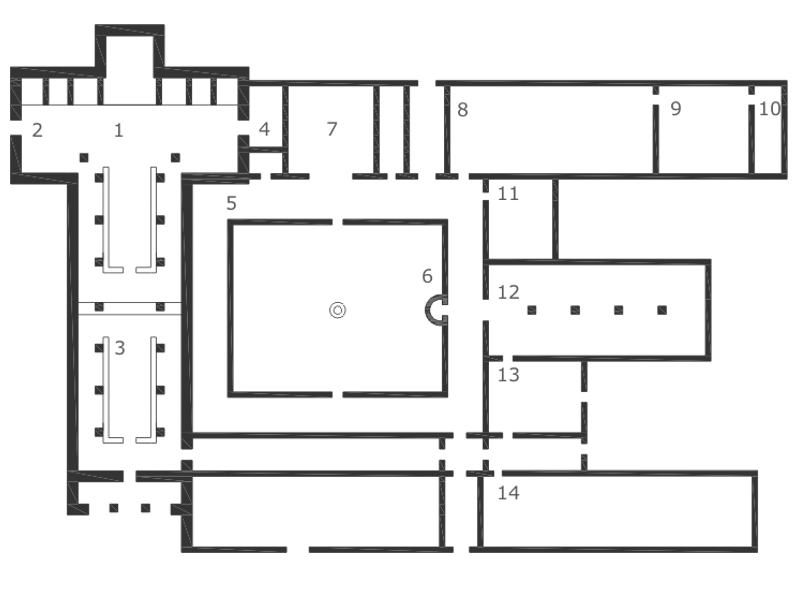
Der Idealplan eines Zisterzienserklosters

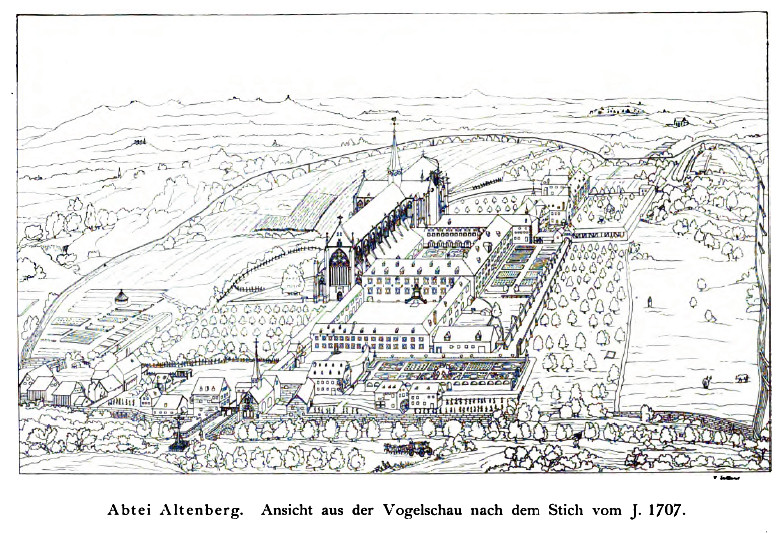
Die Abtei Altenberg um 1707 (Kupferstich von Johann Sartor)

Lage und Bau der Klosteranlage im Tal und am Wasser orientierten sich auch beim Grundriss am zisterziensischen Idealplan, der auf Bernhard von Clairvaux zurückgeht. Der Immunitätsbezirk des Klosters wurde im Westen von der Dhünn begrenzt, über die eine Brücke auf die Kirche zuführte; entlang der Dhünn waren verschiedene Wirtschaftsgebäude für Landwirtschaft und Fischzucht angesiedelt. Nach Osten wurde der Klosterbezirk ungefähr halbkreisförmig von einer Mauer eingefriedet, Kirche und Kloster lagen inmitten dieses Bereichs. Die Klostergebäude bildeten südlich des geosteten Doms ein Viereck um einen Innenhof mit Garten und schlossen mit dem nördlichen Flügel unmittelbar an das Kirchengebäude an. Von dem Kreuzgang um den Innenhof konnten die Kloster- und Wirtschaftsräume und die Kirche erreicht werden. Dabei waren die Räumlichkeiten für die Priestermönche und die Laienmönche (Konversen) voneinander getrennt. Beide Gruppen besaßen eigene Refektorien, Schlafsäle und zeitweise sogar getrennte Infirmarien (Krankenstationen), infirmaria dominorum oder monachorum für die Mönche und infirmaria conversorum für die Konversen. Die Konversen betraten die Kirche über einen „Konversengang“ parallel zum westlichen Flügel des Kreuzganges, von wo sie den für sie bestimmten hinteren Teil der Kirche, den „Konversenchor“, erreichten.
Die ersten Klosterbauten waren schlicht und an der Gotik orientiert. Der Kreuzgang wurde an der ersten, romanischen Kirche zwischen 1222 und 1260 erbaut; sein Nordflügel und das südliche Seitenschiff der Kirche hatten ein gemeinsames Dach. Der östliche Flügel des Kreuzgangs war zweistöckig; im Parterre lag an der Kirche die Sakristei, südlich davon der Kapitelsaal mit einer Größe von 15 m × 15 m, gegliedert durch vier Bündelsäulen, sowie die Küche und der Speisesaal der Mönche. Das dreischiffige Dormitorium lag im Obergeschoss; es hatte ein Kreuzrippengewölbe, das von 22 kunstvollen Säulen getragen wurde. Von dort war das südliche Querhaus der Kirche für die Mönche über eine Treppe direkt zu erreichen. Die Schatzkammer der Abtei lag über der Sakristei und war nur vom Dormitorium aus zugänglich. Beim Bau des zweiten, gotischen Doms ab 1259 wurde auf diese Bauten Rücksicht genommen; dadurch erhielt der Dom ein verkümmertes südliches Querschiff. Der Kreuzgang öffnete sich zum Innenhof in spitzbogigen Drillingsarkaden mit eingestellten Doppelsäulchen. Es gab immer wieder Erweiterungen und Umbauten. Unter Abt Johannes Rente (1430–1440) wurde das große, hallenähnliche Dormitorium der Mönche in einzelne Zellen aufgeteilt. Bei einem Umbau erhielt der Kreuzgang zwischen 1510 und 1530 einen Zyklus von 115 Bleiglasfenstern, die das Leben des heiligen Bernhard darstellten; er gilt als der umfangreichste Zyklus, der Bernhard von Clairvaux gewidmet wurde.
Unter Abt Johann Jakob Lohe (1686–1707) wurde die Abtei instand gesetzt, bedeutend erweitert und mit barocken Stilelementen ausgestattet. Nach Westen wurde das Abteigebäude um ein zweites Quadrum vergrößert, an dem sich auch die Räume der Konversen befanden. Diesen Bauzustand gibt ein Kupferstich aus dem Jahr 1707 von Johann Sartor wieder. Aus dieser Zeit stammen auch das westliche Eingangstor zum Klostergelände an der Dhünnbrücke sowie die bis heute erhaltenen Gebäude des Küchenhofs an der Dhünn nahe der Markuskapelle, der durch einen barocken Torbogen betreten wird; dieser Vierkanthof mit Meierei, Gastwirtschaft, Stallungen und Remise diente als Wirtschaftshof der unmittelbaren Versorgung der Abtei und hatte Vorgängerbauten aus der Gründungszeit des Klosters. Die Orangerie, ein südlich der Abtei gelegenes Gewächshaus mit gläserner Südfassade, entstand gegen Ende des 18. Jahrhunderts. Die Mönche kultivierten dort Zitrusfrüchte. Da solche Luxusfrüchte gewöhnlich nicht zum Anbauprogramm einer Zisterzienserabtei gehörten, geschah dies möglicherweise im Auftrag der Herzöge von Berg.

### Altenberg als Ruhesitz und Grablege (12.–18. Jahrhundert)

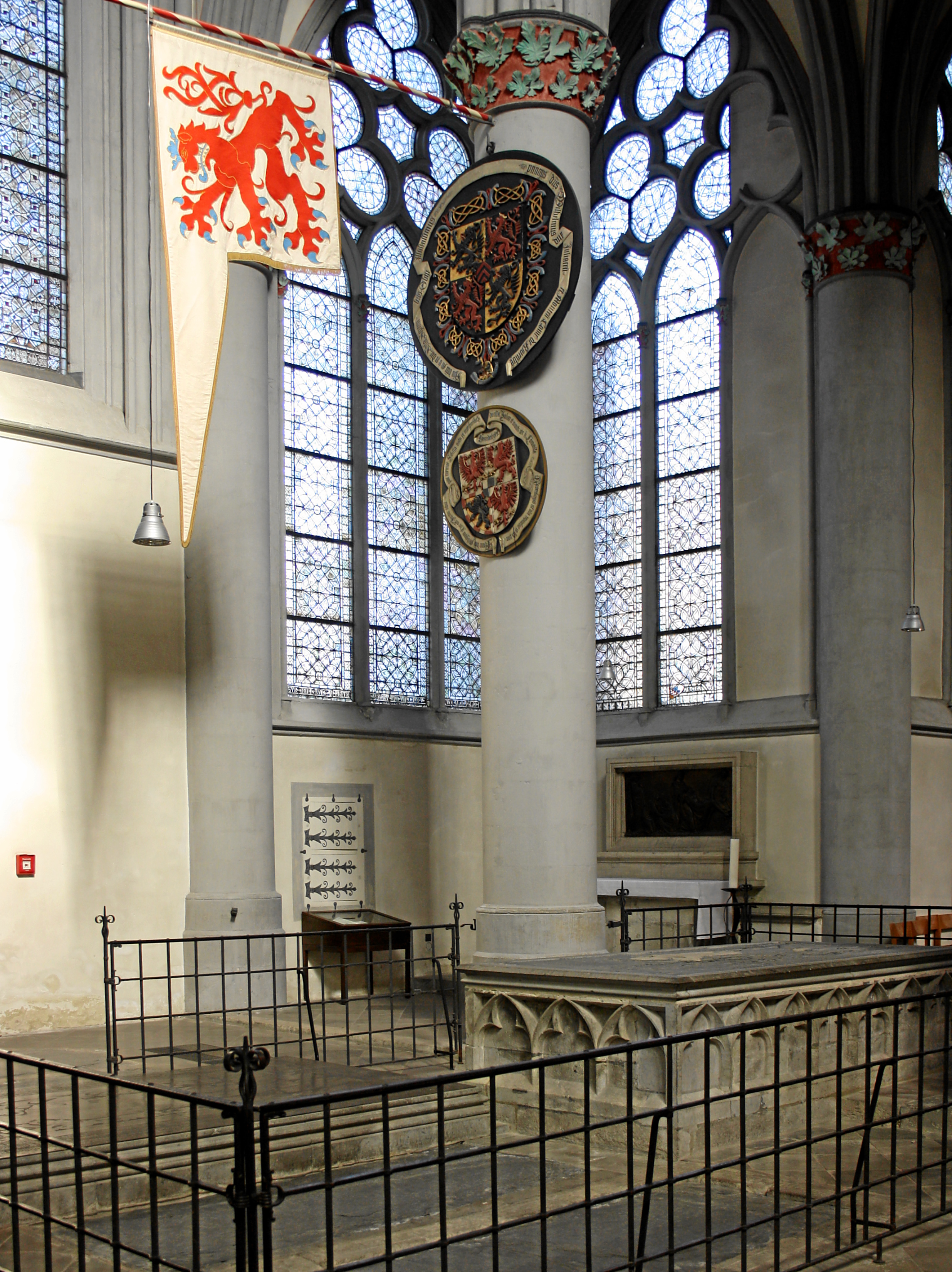
Der „Herzogenchor“ im nördlichen Querhaus des Doms mit Gräbern des Hauses Berg

Der Stifter Graf Adolf II. trat nach 1160 selbst in das Kloster Altenberg ein, starb dort wenig später und wurde in Altenberg begraben, womit die Tradition der Bestattungen im Altenberger Dom für das Bergische Herrscherhaus bis ins 16. Jahrhundert begründet wurde. Auch Adolfs Sohn, der Kölner Erzbischof Bruno III., wurde nach seinem Amtsverzicht 1193 Mönch in Altenberg und dort um 1200 beigesetzt. Der letzte war Herzog Wilhelm III.; anlässlich seiner Beisetzung am 3. November 1511 war Kaiser Maximilian I. in Altenberg zu Gast. Nur zwei der Grafen und Herzöge von Berg wurden bis zum Erlöschen des jülich-bergischen Hauses (1521) nicht in der Klosterkirche beigesetzt.
Aus dem 17. und 18. Jahrhundert sind im Dom auch die Grablegen der Äbte erhalten. Vorher waren die Äbte im Kapitelsaal beerdigt worden; seit jedoch Abt Melchior von Mondorf 1637 als erster die Pontifikalien verliehen bekam, ging man zur Beisetzung der Äbte in der Kirche über.
Weitere hochgestellte Persönlichkeiten verbrachten ihren Lebensabend in der Abtei: Johannes von Sieberg (Syberg), Weihbischof in Köln und Mainz, Titularbischof von Skopje († 1366 oder 1383) und Kuno, Titularbischof von Megara und Weihbischof von Lüttich († 1366); Daniel von Wichtrich, 1342 von Papst Benedikt XII. zum Bischof von Verden ernannt, zog sich nach Auseinandersetzungen mit seinem Domkapitel 1356 nach Altenberg zurück und starb dort. Ein großer Wohltäter der Abtei war Bischof Wikbold Dobilstein (Dobbelstein) von Kulm, der nach Auseinandersetzungen in seinem Bistum 1385 als Bischof resignierte und in den Altenberger Hof nach Köln kam. Er wurde zwar nicht Mönch der Abtei, aber unterstützte sie jahrzehntelang großzügig. Durch seine Stiftungen konnte der Altenberger Dom fertiggestellt werden, den Bischof Wikbold selbst 1379 geweiht hatte und in dem er 1398 beigesetzt wurde.

### Entwicklung bis zur Säkularisation (13.–18. Jahrhundert)
Durch die günstige Lage am Fluss Dhünn war die Abtei ein wichtiger Bestandteil der Wirtschaft in der Region. Sie wurde darüber hinaus von den Landesherren des Herzogtums Berg und den Kölner Erzbischöfen gefördert, zum Beispiel durch Befreiung von Abgaben.
Zu Beginn des 13. Jahrhunderts besaß die Abtei außerhalb ihres Standortes an der Dhünn zwölf Höfe (grangia oder curtes), darunter mehrere Weingüter: in Lützelfeld am Main, den Petersackerhof in Rheindiebach bei Bacharach, den Kapellenhof bei Rhens, Horchheim, Sürth, Forsterhof, (Kreis Bergheim (Erft)), Bochheim bei Kerpen-Manheim, Schönrath, Isenkroidt in Titz, Widdauen bei Reusrath, Brück und Mickel bei Düsseldorf.
Gegen Ende des 12. Jahrhunderts gründeten die Mönche in Köln als weithin bedeutenden Handelsplatz den „Altenberger Hof“ (curia ecclesie de veteri-monte auf dem Niederich im Bereich der heutigen Johannisstraße in der Nähe des Hauptbahnhofes, „der Aldeberg“ genannt) als Niederlassung und Organisationsmittelpunkt für die Wirtschaft des Klosters; er diente bis zum 15. Jahrhundert auch den Bergischen Herrschern als Residenz und Verhandlungsort, genauso wie den Altenberger Äbten, von denen sich im 18. Jahrhundert einige mehr in Köln als in Altenberg aufhielten; der Hof hatte inzwischen hochherrschaftliches Format. So fand am 8. Juli 1481 die Hochzeitsfeier von Herzog Wilhelm mit Sibylla von Brandenburg dort statt; die Trauung vollzog Abt Arnold.
Einen weiteren Fronhof im heutigen Köln-Nippes erwarb die Abtei 1432; 1549 wurde dort ein Backhaus gebaut, 1749 wurden die Hofgebäude unter Abtes Johannes Hoerdt teilweise neu errichtet, wovon heute noch ein Wappenstein mit dem Wappen von Abt Johannes zeugt. Die Gebäude dieses Altenberger Hofes dienen jetzt als Bürgerzentrum.
Die Abtei hatte im Verlauf ihrer Geschichte Besitztümer in über 160 Orten, schwerpunktmäßig im Herzogtum Berg (78 Orte), in Köln (Stadt und Erzstift, 42 Orte), im Herzogtum Jülich (22 Orte), am Mittelrhein (17 Orte), hinzu kam Streubesitz bis nach Westfalen und an den Main (10 Orte). Die weiteste Ausdehnung des Besitzes war um den Beginn des 16. Jahrhunderts zu verzeichnen, jedoch war seit dem 15. Jahrhundert nahezu der gesamte Besitz verpachtet. Am Ende des 18. Jahrhunderts, vor der Enteignung durch Franzosen und Säkularisation, hatte die Abtei noch Liegenschaften in etwa 130 Orten.

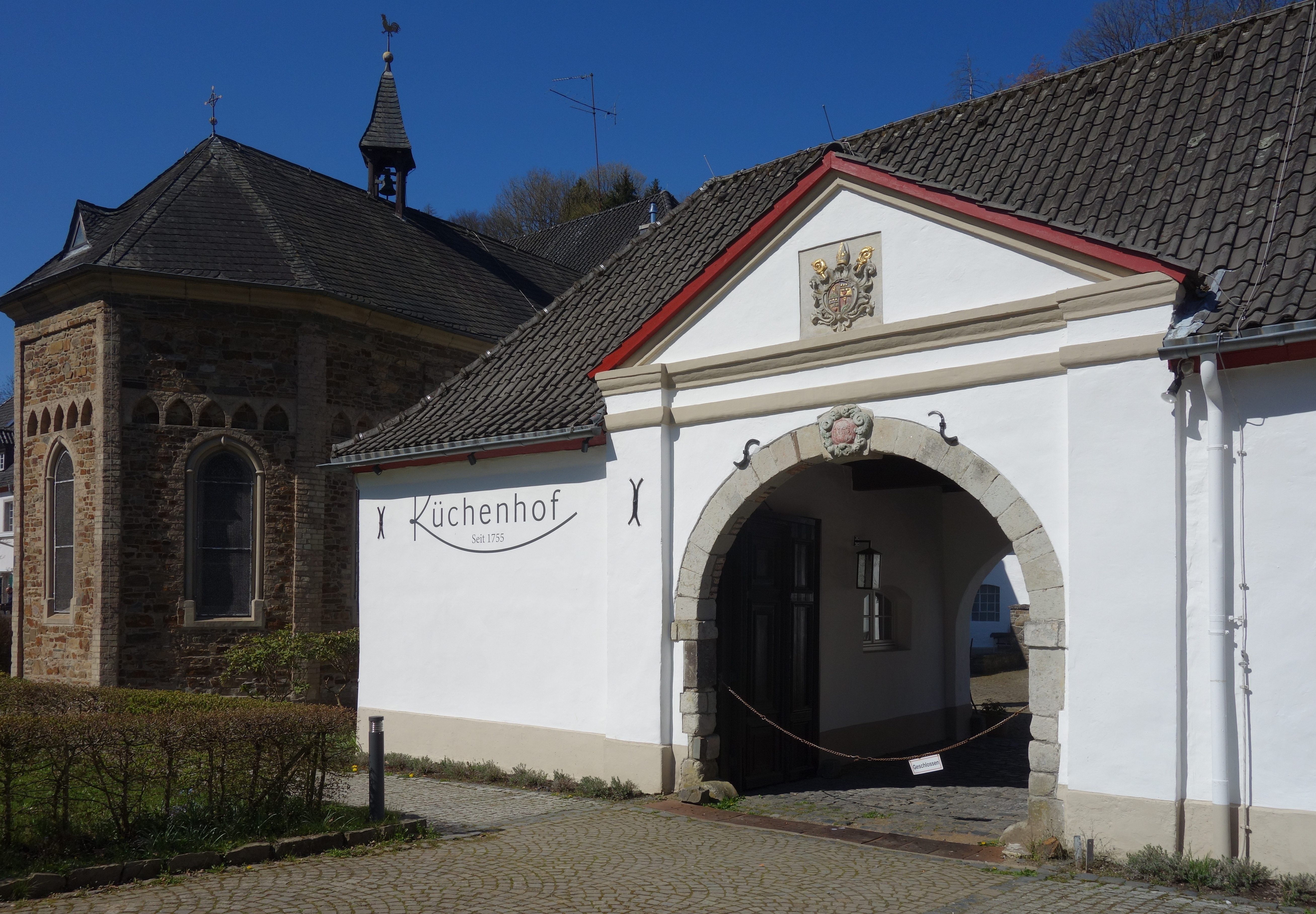
Der barocke Küchenhof mit Markuskapelle (2021)

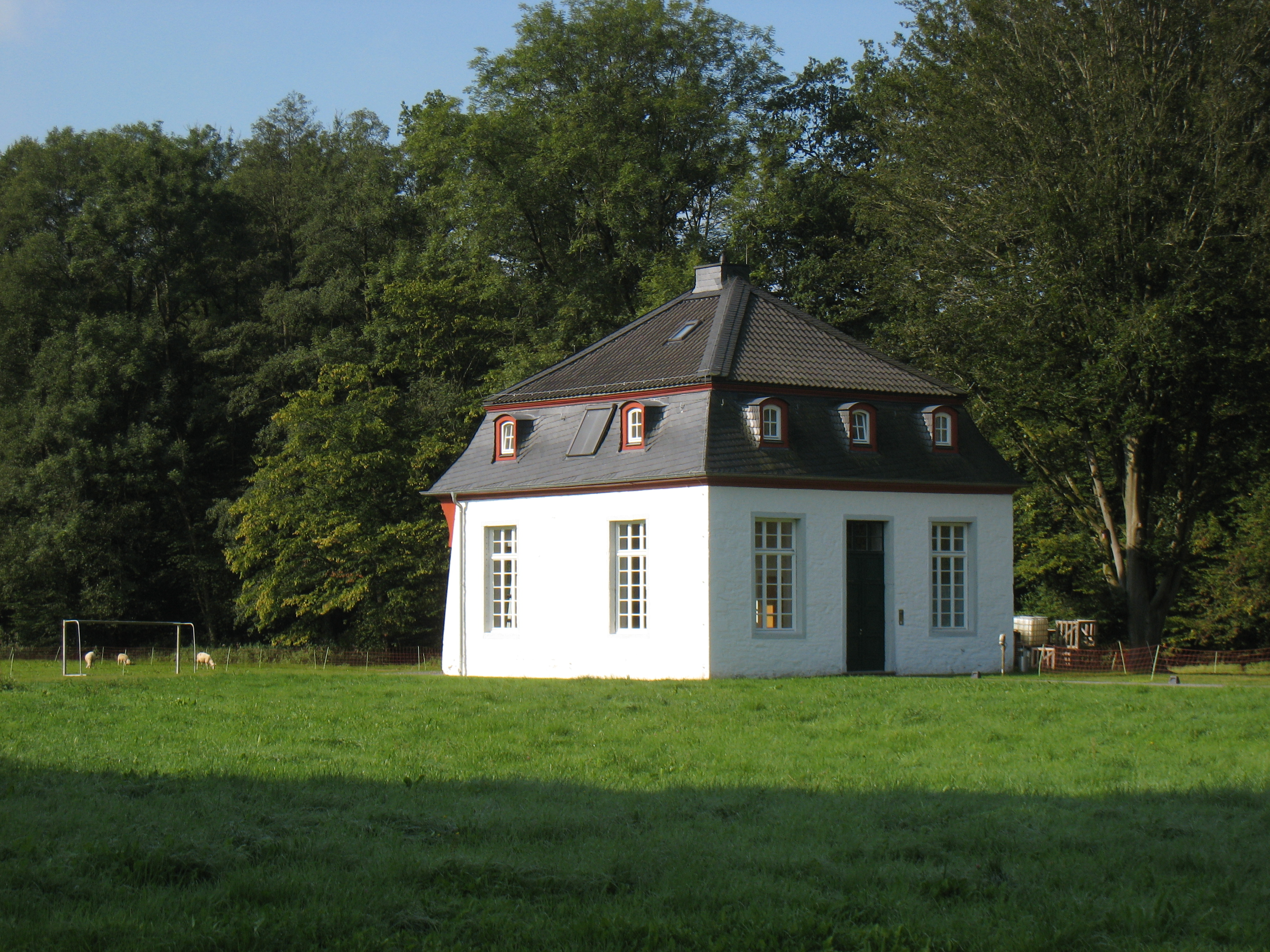
Die Orangerie (2017)

Von der Reformation war Solingen betroffen, wo die Altenberger Zisterzienser in der Seelsorge tätig waren; Abt Wilhelm Stoploch intervenierte um 1560 erfolglos gegen den Übergang der dortigen Pfarrkirche zum Protestantismus. Altenberg verlor seine Tochterklöster Mariental, Zinna und Haina. Der Kölner Raum verblieb jedoch beim Katholizismus, und diese Position wurde durch den Übertritt Herzog Wolfgang Wilhelms zum Katholizismus im Jahr 1613 gefestigt. In Niedersachsen (Derneburg, Wöltingerode) und im Raum Magdeburg wirkte die Abtei erfolgreich, wenn auch ohne langfristige Wirkung bei der Gegenreformation mit.
Einige Besitztümer der Abtei hatten unter den Wirren des Dreißigjährigen Krieges zu leiden, mehrere Mönche wurden gefangen genommen; der Standort Altenberg selbst war nicht betroffen. Nach einer Phase der geistlichen und wirtschaftlichen Stagnation ab dem 15. Jahrhundert setzte um die Mitte des 17. Jahrhunderts eine Blütezeit ein, eine über 100 Jahre dauernde „Zeit des ungestörten Wiederaufbaues und steigenden Wohlstandes“. Altenberg erlangte eine führende Stellung in der niederdeutschen Zisterzienserprovinz. Im ausgehenden 17. Jahrhundert wurden die Gebäude instand gesetzt und mehrere Um- und Neubauten durchgeführt, wie der erwähnte Westteil der Abtei, der barocke Küchenhof, das Eingangstor gegenüber der Westfassade des Domes am Übergang über die Dhünn und später noch die Orangerie. Zur Abtei gehörten in dieser Zeit zwischen 30 und 40 Konventualen, die zur Abtswahl berechtigt waren, hinzu kamen Novizen und Konversen.
Abt Franz Kramer (1779–1796) führte dann aber ein so ausschweifendes Leben auf Kosten der Abtei, dass er abdanken musste, nachdem sich der Konvent gegen ihn aufgelehnt hatte. Er lebte überwiegend im Altenberger Hof in Köln, wo er siebzehn Pferde, sieben Kutschen und eine eigene Dienerschaft unterhielt, während er sich um die Mönche und die Finanzen der Abtei nicht kümmerte. Sein Nachfolger und letzter Abt Altenbergs, Joseph Greef (1796–1803), war zwar persönlich bescheiden, jedoch den Konflikten in der Abtei und den Herausforderungen der Wirtschaftsführung infolge des Raubbaues seines Vorgängers und der französischen Besatzung des linken Rheinufers am Ende des 18. Jahrhunderts nicht gewachsen. Die Franzosen hatten dem Herzogtum Berg eine Kriegskontribution auferlegt, die von der Regierung in Düsseldorf umgelegt wurde; weil dabei ein falscher Berechnungsschlüssel zugrunde gelegt wurde, entfielen auf die Abtei mehr als ein Drittel dessen, was der gesamte bergische Klerus zu zahlen hatte, ohne dass der Abt sich dagegen wehrte.

## Altenberger Mönche
Die Zahl der Mönche (fratres monachi, sacerdotes, auch domini „Herren“) und Konversen (fratres conversi, laici) betrug anfangs mehrere hundert. Nach den Filiationen und wegen der Umstellung der klösterlichen Landwirtschaft auf Pachtbetrieb betrug die Zahl der Priestermönche ab dem 16. Jahrhundert in der Regel zwischen 30 und 40. Die Oberen und Amtsträger waren in aller Regel Priestermönche, die Klostergüter konnten aber auch von einem Konversen verwaltet werden. Der Abtei angegliedert waren ab dem 16. Jahrhundert ferner donati, die ohne Gelübde und zum Teil verheiratet mit ihren Familien im Umkreis lebten, für die Abtei arbeiteten und von ihr unterhalten wurden. Die Mehrzahl der 900 namentlich nachweisbaren Mönche dürfte aus Köln und aus dem Rheinland bis zum Niederrhein stammen, wie Mosler aus einer Analyse der 480 mit Familiennamen bekannten Mönche ableitet; von den 20 Äbten seit 1520 kamen 16 aus Köln. Sie stammten aus allen Schichten des Bürgertums, von Patrizierfamilien bis zum Kleinbürgertum. Mindestens 80 der Altenberger Mönche waren bäuerlicher Herkunft und stammten vielfach aus Pächterfamilien und aus Gebieten, in denen die Abtei Ländereien besaß, doch ging ihr Anteil zuletzt stark zurück; Mosler spricht für das 18. Jahrhundert von einer „Verstädterung des Konvents“. Auch der anfangs höhere Anteil von Adligen im Konvent war stark zurückgegangen.
Ein Zeichen einer Abkehr der Altenberger Abtei vom ursprünglichen Ideal des „Bete und arbeite“ der Mönche ist es, dass im 18. Jahrhundert sogar Novizen für zahlreiche Verrichtungen ein Trinkgeld an Angestellte des Klosters zahlten, die ihnen zu Diensten waren. Die Äbte hatten Kammerdiener und Kutscher. Nicht nur auf den Gutshöfen, sondern auch in der Abtei selbst waren Angestellte als Schuster, Schneider, Schlosser, Schreiner, Bäcker und Gärtner tätig. Vom 12. bis ins 16. Jahrhundert gehörte zur Abtei eine Weberei – das „Weffhuys“ – mit einem magister textrini als Leiter.
Keiner der Altenberger Mönche wurde heiliggesprochen. Der selige Gezelinus von Schlebusch, der auf dem Altenberger Hof in Alkenrath als Schafhirte gelebt haben soll, soll ein Konverse der Abtei gewesen sein, ist jedoch dort nicht nachzuweisen.
Auch als Bischof, bedeutender Wissenschaftler oder Theologe trat kein Angehöriger der Abtei hervor. 1426 ging der erste Mönch zum Studium von Altenberg nach Heidelberg an das dort 1387 gegründete zisterziensische Studienkolleg St. Jakob, im 15. Jahrhundert folgten acht weitere. Ebenfalls studierten Altenberger Mönche an der Universität zu Köln oder traten nach einem dort absolvierten Studium in die Abtei ein. Abt Arnold von Monnickendam (1467–1490) war Professor in Heidelberg, Abt Johannes Blanckenberg (1643–1662) amtierte zweimal als Rektor der Kölner Universität. Für alle jungen Priestermönche gab es in der Abtei ein Hausstudium, den älteren oblag das Selbststudium. Die Bibliothek der Abtei war dafür ausreichend ausgestattet. Die einjährige Ausbildung der Novizen vor der endgültigen Aufnahme in die Abtei hatte einen spirituellen und liturgischen Schwerpunkt, sie sollte mit der zisterziensischen Lebensweise und dem Leben im Kloster vertraut machen.

### Leben im Kloster
Das Klosterleben war bestimmt vom Gottesdienst, dem officium divinum, bestehend aus dem Chorgebet und der Feier der heiligen Messe. Die Mönche waren als Seelsorger in den abhängigen Pfarrgemeinden und Frauenklöstern tätig, ferner in der Leitung, Verwaltung und Betriebsführung der verzweigten Ländereien und Besitztümer der Abtei, soweit diese nicht verpachtet waren. Auch halfen sie in anderen Klöstern bis hin nach Worms und Magdeburg aus und übernahmen dort Funktionen wie das Priorsamt (Peter Kurtenbach um 1630 in Bottenbroich, Anton Eck im Zisterzienserinnen-Kloster Wöltingerode) oder den Novizenmeister (Johann Unverdorben um 1626 in der Abtei Mariawald). Johann Nigelgen war ab 1663 Abt in Kloster Marienrode bei Hildesheim. Etwa ein Drittel der Konventualen war aus solchen Gründen ständig von Altenberg abwesend.
Die Abtei Altenberg besaß eine infirmaria, eine Krankenabteilung unter Leitung des Infirmars, anfangs für Mönche und Konversen getrennt. 1494/95 wurde hierfür ein Neubau mit einer eigenen Badestube errichtet, 1775 ein weiteres Mal.

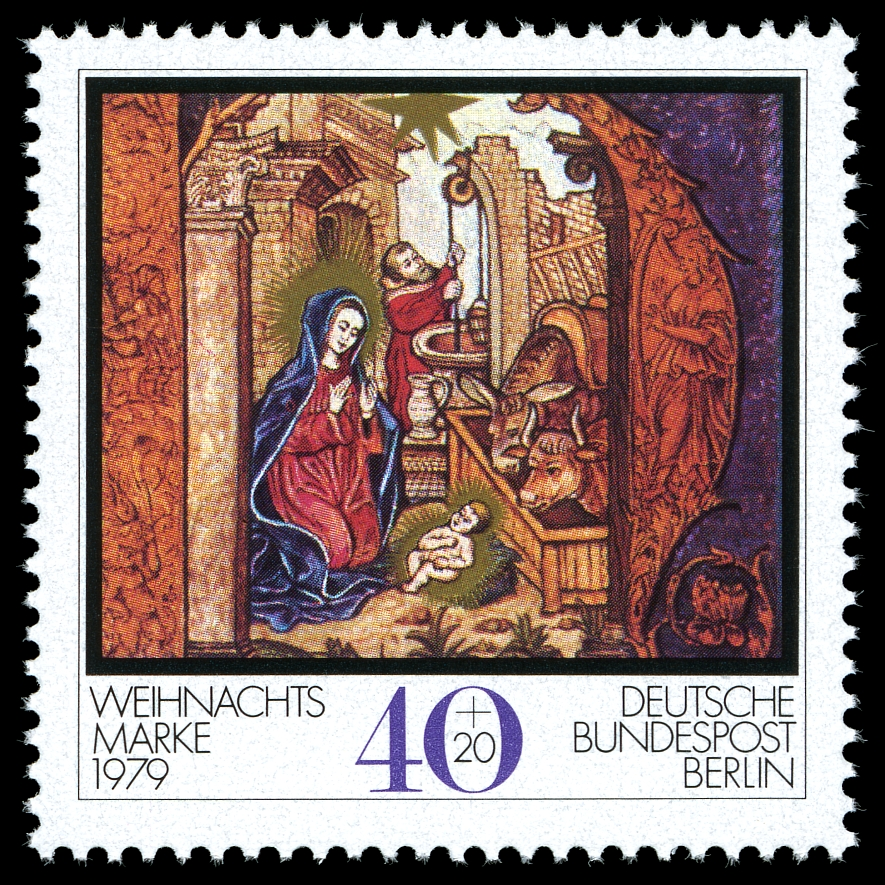
Geburt Christi, Detail der Initiale „H“, Handschrift der Zisterzienserabtei auf der Berliner Weihnachtsbriefmarke 1979

Bis zur Zeit des Buchdrucks ab dem 16. Jahrhundert gab es in der Abtei ein scriptorium, einen Schreibsaal, in dem zahlreiche Schreibermönche durch Abschreiben die Bibliothek schufen und vergrößerten. Einen Grundstock brachten die ersten Mönche bei der Gründung aus Morimund mit; dann galt es, den Bestand in Altenberg zu vergrößern und zu pflegen, aber auch den Filiationen eine erste Ausstattung an Büchern zur Verfügung zu stellen. Die erhaltenen Handschriften zeugen von einer großen Sorgfalt beim Schreiben und haben eine bemerkenswerte künstlerische Qualität. Die Bibliothek umfasste hauptsächlich theologische Literatur: Bibeln, die Schriften der Kirchenväter und Theologen, Predigtliteratur, aber auch römische Literatur und Bücher geschichtlichen und geographisch-ethnologischen Inhalts. Nach Stilllegung des Scriptoriums wurde die Bibliothek durch gedruckte Werke ergänzt. Nach der Säkularisation wurde die Bibliothek den jeweils einschlägigen Abteilungen der kurfürstlichen Bibliothek in Düsseldorf zugeführt; für den Abtransport aus Altenberg am 25. November und 6. Dezember 1803 waren 29 Verschläge und zwei große Fässer erforderlich, die auf fünfzehn mit zwei oder drei Pferden bespannten Karren nach Düsseldorf gebracht worden. Mit der kurfürstlichen Bibliothek gelangten die Altenberger Werke später an die Düsseldorf Landes- und Stadtbibliothek.

### Äbte
Der Abtei standen im Laufe ihrer Geschichte 57 Äbte vor. Zahlreiche von ihnen übernahmen übergreifende Leitungsaufgaben des Ordens in Deutschland und wurden mit Visitationen in anderen Abteien und Klöstern beauftragt.
Der Abt wurde von den Professen der Abtei auf Lebenszeit gewählt, wenn er nicht abdankte oder abgesetzt wurde. Die Wahl leitete der „Vaterabt“ (der Abt von Morimond) oder ein von ihm beauftragter Stellvertreter. Im 16. Jahrhundert war vorübergehend auch eine Wahl durch die obersten Funktionsträger der Abtei und eine von diesen kooptierte begrenzte Zahl von „Wahlmännern“ üblich – was im Konvent zunehmend zu Unzufriedenheit führte –, im 17. Jahrhundert auch einmal die Wahl nur durch die Priester unter den Professen. Der Wahlleiter hatte bei diesen Regularien einen gewissen Spielraum. Nach der Wahl leistete der Gewählte einen feierlichen Eid, die Amtspflichten sorgfältig zum Wohl der Abtei zu erfüllen, und erhielt die Abtsweihe. In Altenberg geschah dies wegen der traditionell großen Nähe der Abtei zum Erzbistum immer durch den Erzbischof von Köln. Bis auf wenige Ausnahmen (Giselher, 1250–1264 und Arnold von Monnickendam, 1467–1490) wurde immer ein Altenberger Mönch zum Abt gewählt, in der Regel einer der älteren Mönche, der auch schon vorher ein Leitungsamt in der Abtei bekleidet hatte.

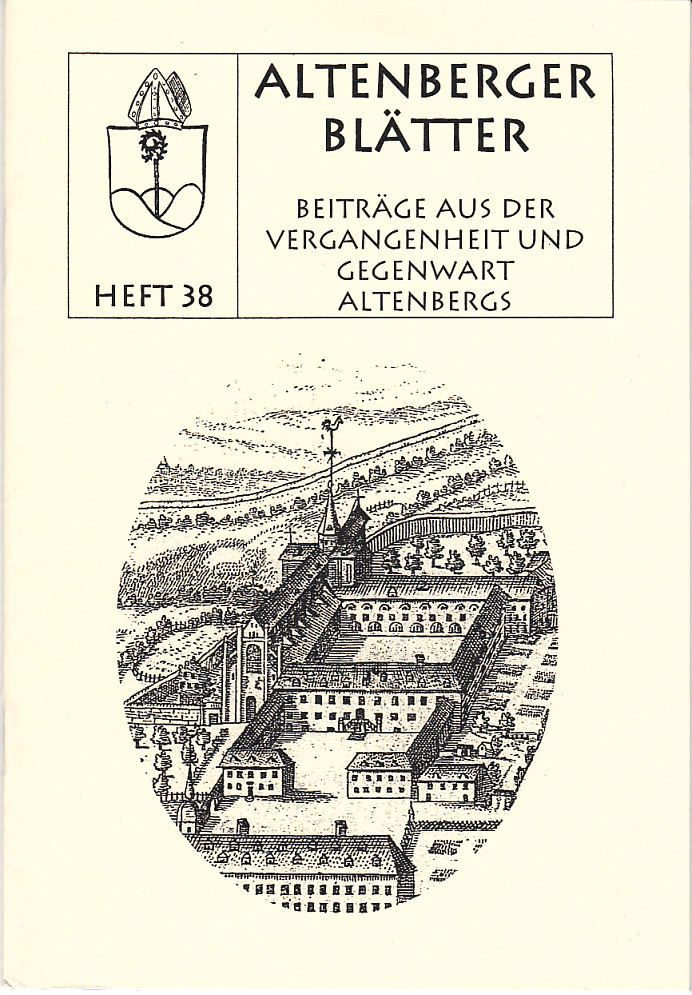
Das Wappen der Abtei – Abtsstab mit Dreiberg (Titelblatt von Heft 38 (2006) der Altenberger Blätter)

Dem Abt standen bestimmte Ehrenvorrechte zu. Er hatte eine eigene Kasse und Sondereinkünfte, über die er nicht rechenschaftspflichtig war, und vertrat die Abtei nach außen; so hatte er am Generalkapitel des Zisterzienserordens persönlich teilzunehmen und war Vaterabt der Tochterklöster Altenbergs. Zuletzt hatten die Altenberger Äbte als „Herren von Riehl, Dirmerzheim und Glesch“ Sitzrecht auf dem Kölner Landtag.
Im Innern nahm der Abt die Leitung auctoritate paterna, „mit väterlicher Autorität“, wahr und nahm gewisse sakrale Handlungen vor. Er nahm Novizen auf und besetzte die dem Klosterpatronat unterstehenden Pfarrstellen. Seit 1648 trugen die Altenberger Äbte die Pontifikalien wie Stab, Mitra und Brustkreuz und hatten somit Bischofsrang. Seit dem 16. Jahrhundert lebten zahlreiche Äbte nicht in Altenberg, sondern residierten überwiegend im Altenberger Hof in Köln.
Die Äbte führten ein Siegel, das anfangs auch das Siegel des Konventes war, bis dieser auf päpstliche Anweisung nach 1335 ein eigenes Siegel führte. Das Altenberger Konventssiegel zeigt die Gottesmutter Maria stehend mit dem Jesuskind auf dem Arm, dem sie einen Apfel reicht. Auf dem Abtssiegel findet sich die Darstellung eines Abtes in im Lauf der Jahrhunderte immer aufwändigerer Pose.
Seit dem ausgehenden 15. Jahrhundert hatte die Abtei ein Wappen. Es zeigt auf rotem oder goldenem Grund einen goldenen Abtsstab, der aus einem grünen Dreiberg herauswächst – eine Anspielung auf Lage, Name und Ursprung der Abtei.

### Ämter im Kloster
In der Klosterleitung und -verwaltung gab es in Altenberg von Anfang an folgende Funktionen und Ämter, die den Kreis der seniores bildeten (um 1500 auch officiales genannt):
- Der Prior führte die Aufsicht über den Konvent und wachte über die Einhaltung der Ordensregel.
- Der Bursarius (Bursar), Cellerarius oder Kell(n)er verantwortete die Wirtschaftsführung der Abtei und wahrscheinlich auch ihrer Wirtschaftshöfe außerhalb (grangia).[44] Der Herr über den Altenberger Hof in Köln, der procurator curiae Coloniensis, amtierte zunächst neben und später an Stelle des Bursars. Hofherr auf dem Küchenhof in Altenberg war später der praefectus novae curiae.
- Cantor
- Hospitalarius (Vorsteher der Klosterherberge), später abgelöst durch den dispensator (Almosenausgeber), auch spindarius genannt
- Vinarius (Weinmeister), coquinarius oder culinarius (Küchenmeister) und refectorarius (der Besorger des Speisesaals)
- Custos und/oder sacrista (Sakristan)
- Infirmarius oder Siechenmeister
- Portarius oder Pförtner
- Lector
- Magister novitiorum (Novizenmeister)

Zeitweise hatten die Hauptfunktionsträger Stellvertreter (subbursarius, subcellerarius), der Prior hatte nahezu durchgehend einen subprior zur Unterstützung. Bis etwa 1550 hatten Prior, Kellner, Siechenmeister, Gastmeister, Sakristan und Pförtner Sonderkassen, die ab dem 16. Jahrhundert in der Konventskasse aufgingen.

### Seelsorge
Der Abt war der Seelsorger der Mönche. Die weltlichen Mitarbeiter der Abtei und ihre Familien unterstanden dem Pfarrer von St. Pankratius in Odenthal. Für den Fall, dass der Pfarrer schwer zu erreichen war, hatte die Abtei seit 1236 das Privileg von Papst Gregor IX., dass ein Mönch den Hintersassen die Sakramente spenden durfte. Sie nahmen – wie auch zahlreiche Familien aus der Umgebung von Altenberg – am öffentlichen Gottesdienst in der Klosterkirche teil. Um 1800 sollen es regelmäßig 1000 Gläubige gewesen sein. Im 18. Jahrhundert wird ein Mönch des Klosters als pastor familiae bezeichnet, der mit der geistlichen Betreuung des Gesindes beauftragt war.

## Die Abtei in der zisterziensischen Klosterfamilie
Altenberg gehörte gemäß den Regeln der zisterziensischen Carta Caritatis zur Linie der Abtei Morimond. Der Abt dieser Abtei war der pater immediatus, der unmittelbare Vorgesetzte mit Visitationsrecht; nach seinem ius adhortandi, corrigendi, reformandi, puniendi hatte er zu ermahnen, zu korrigieren, zu reformieren und zu strafen. Eine enge Beziehung (fraterna familiaritas et caritativa communitas) bestand zur Abtei Kamp, deren Filiation zehn Jahre vor Altenberg ebenfalls von Morimond aus erfolgt war. Die Äbte vertraten sich gegenseitig, und in Notlagen und Konflikten half man sich gegenseitig aus. Vom 15. bis 17. Jahrhundert waren die Äbte von Altenberg wiederholt Ordenskommissare und Generalvikare der niederdeutschen Ordensprovinz. Dauer und Häufigkeit dieser Aufgaben wertet Mosler als „Beweis für das Ansehen, das Altenberg damals im Orden genoss“ – womöglich auch wegen der weitreichenden Besitztümer der Abteien.

### Filiationen
Von der Abtei Altenberg gingen bereits im ersten Jahrhundert ihres Bestehens fünf Tochtergründungen aus: Kloster Mariental (bei Helmstedt), Kloster Łekno und Kloster Lond/Ląd (Großpolen), Kloster Zinna (Mark Brandenburg) und Kloster Haina (Kellerwald). Von Mariental wurde 1232 Kloster Hude (Oldenburg) gegründet, von Łekno aus 1237 Kloster Obra, ebenfalls in Großpolen.
Als die Abtei Mariental 1569 in Folge der Reformation aufgehoben wurde, suchten einige Marientaler Mönche in Altenberg Zuflucht, ebenso die Mönche von Haina. In Haina wurde zwar 1558 noch einmal ein Abt (Hermann von Köln) gewählt, der aber keinen Nachfolger mehr fand, da kein Konvent mehr bestand. 1648 nahm der zisterziensische Generalabt die formelle „Unierung“ der Abteien Haina und Altenberg vor, wodurch das Recht der Hainaer Äbte auf das Tragen der Pontifikalien auf die Altenberger Äbte überging.
Zu den Tochterklöstern Łekno und Lond im Osten wie auch zum „Enkelkloster“ Obra bestand eine rege Verbindung. Die Abteien wurden „kölnische Klöster“ genannt, weil sie mit Konventualen rheinischer Herkunft besetzt waren, und waren Stützpunkte der Ostkolonisation; auch Bauern aus dem Rheinland siedelten sich um die Abteien dort an. Im 15. Jahrhundert, nach dem Ende des Einflusses des Deutschen Ordens, wurde das Land polnisch, und die Abteien wurden vom Generalkapitel der Zisterzienser dem Abt von Paradyż unterstellt. Der Bezug zum Kloster Zinna war bereits früh zu Ende gegangen.
1651 wurde das vormalige Zisterzienserinnenkloster Derneburg (Bistum Hildesheim) in ein Zisterzienserkloster umgewandelt und zunächst der Altenberger Paternität unterstellt, als es nach der Reformation mit dem „Großen Stift Hildesheim“ wieder katholisch geworden war. Bischof Ferdinand war damals gleichzeitig Bischof von Hildesheim und Erzbischof von Köln. Das formelle Zuordnungsverhältnis wurde jedoch vom Generalkapitel 1699 nicht bestätigt, ein angestrebtes Filiationsverhältnis zur Abtei Marienrode kam gar nicht zustande. Dennoch bestanden weiterhin freundschaftliche Beziehungen zwischen Altenberg, Derneburg und Marienrode.

### Inkorporierte Frauenklöster
Die Altenberger Abtei hatte Aufsichts- und seelsorgerische Funktionen in mehreren Zisterzienserinnen-Klöstern, die nicht von Altenberg aus gegründet worden waren, aber zu denen enge Beziehungen bestanden (filiae immediatae, unmittelbare Töchter). Diese Funktionen waren aus kirchenrechtlichen und theologischen Gründen Priestern vorbehalten und konnten nicht von einer örtlichen Konventualin vorgenommen werden. Altenberger Äbte leiteten die Wahl der Oberinnen, nahmen Aufnahmen und Einkleidungen neuer Nonnen sowie die kirchenaufsichtlichen Visitationen vor, stellten Beichtväter und Seelsorger. Der Prior, Propst oder Pater Immediat vertrat die Nonnenabtei nach außen, gegenüber dem jeweiligen Bistum und der Landesherrschaft, und schloss für die Abtei Verträge, im Regelfall im Einvernehmen mit der Äbtissin.
Inkorporierte Frauenklöster waren:
- als älteste die Zisterzienserinnenabtei Benden, auch „Marien-Benden“, bei Brühl (bis 1803; Patronat bezeugt ab 1269),
- in Köln die Abtei Mechtern (monasterium ad Martyres), 1277 mit Zisterzienserinnen besiedelt, 1474 nach St. Apern verlegt und 1802 aufgehoben,
- Kentrup/Kentrop bei Hamm (1277 Altenberg zugewiesen, 1808 aufgehoben),
- Kloster Marienborn in Hoven (ab dem Beginn des 16. Jahrhunderts filia immediata von Altenberg – vorher von Heisterbach –, 1802 aufgehoben),
- Wöltingerode (seit etwa 1180 Zisterzienserinnenkloster, im 16./17. Jahrhundert vorübergehend lutherisch, nach 1643 wieder mit Zisterzienserinnen besetzt, die 1650 nach einer Visitation durch Abt Blanckenberg um Eingliederung in die Altenberger Klosterfamilie ersuchten, 1802 aufgehoben) und
- St. Georgenbusch/St. Jöris (gegründet vor 1300, die Jurisdiktion kam nach Rivalitäten zwischen den Abteien Heisterbach und Marienstatt im 18. Jahrhundert an den Abt von Clairvaux, der 1759 den Abt von Altenberg mit der Aufsicht und Sanierung beauftragte, 1802 aufgehoben).[51]

Auch in anderen Nonnenklöstern waren Altenberger Mönche als Beichtväter tätig, vornehmlich im Rheinland, aber auch in mehreren Klöstern im Raum Magdeburg.

## Aufhebung der Abtei
Im Jahr 1803 wurde das Kloster infolge des Reichsdeputationshauptschlusses säkularisiert. Kurfürst Maximilian verfügte am 12. September 1803, dass auch im Herzogtum Berg alle Stifte, Abteien und Klöster aufgehoben wurden, mit Ausnahme der Klöster, die sich der Krankenpflege widmeten. Die 22 Mönche der Abtei Altenberg wurden vom Staat mit einer Pension ausgestattet und verließen am 30. November 1803 die Abtei, Abt Joseph folgte am 1. Dezember. 1804 wurde das Inventar versteigert, der Altenberger Hof in Köln zugunsten des französischen Fiskus verkauft. Die Glasfenster des Bernhard-Zyklus kamen in Privatbesitz; sie sind nur noch zum Teil erhalten und befinden sich in verschiedenen Museen.
Die meisten Mönche (13) gingen in die Pfarrseelsorge, sie wurden Primissar, Vikar oder Pfarrer in einer Pfarrgemeinde der Umgebung (Bechen, Burscheid, Opladen, Lützenkirchen, Hitdorf, Flittard oder Köln), einige auch an entfernteren Orten wie Itter, Soller oder Trier. Von mehreren ist nicht bekannt, ob sie weiter als Geistliche amtierten; sie kehrten möglicherweise zu ihren Familien zurück. Acht Mönche starben bis 1815, sieben weitere bis 1830. Wahrscheinlich suchte nur einer der Mönche, P. Palmatius Boltz, das Augustinerkloster Rösrath auf, das staatlicherseits als Zentral- und Aussterbekloster für die aufgehobenen Klöster der Umgebung bestehen blieb; sein Todesjahr ist unbekannt. Spät starb 80-jährig P. Gaudentius Courtin am 3. März 1845 als Rektor „zu Allerheiligen“ in Köln. Der letzte der Altenberger Mönche, P. Konstantin Habrich, blieb zunächst in Altenberg, wo er weiter in der Abteikirche Gottesdienst für die Bevölkerung hielt und gleichzeitig für den Käufer der Abteigebäude als Ökonom und Rentmeister tätig war. Nach dem Brand im Dom ging er 1816 als Primissar nach Schlebusch, wo er am 2. November 1847 im Alter von 81 Jahren starb.

## Weiternutzung der Gebäudeanlagen

### 19.Jahrhundert

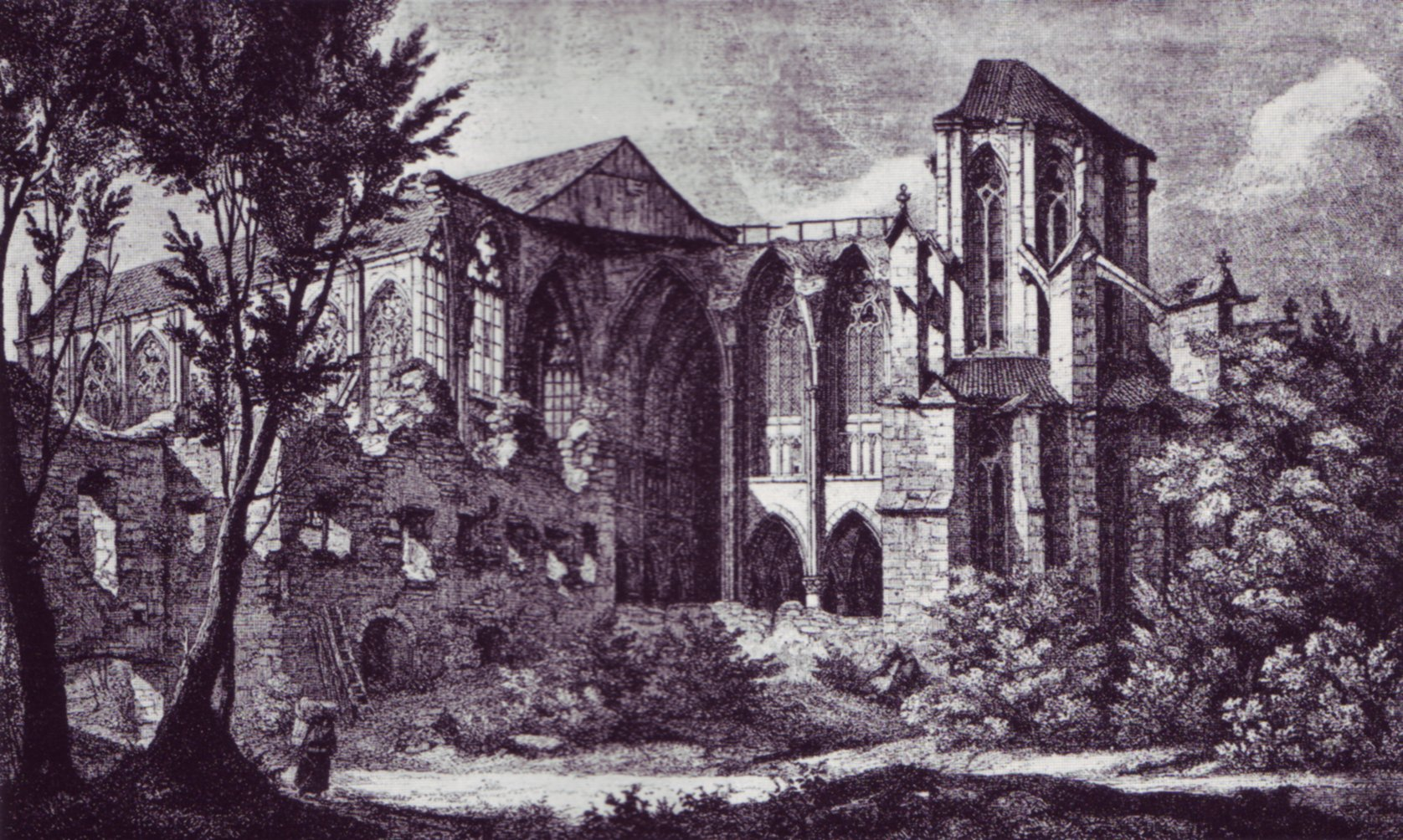
Der Dom und die Ruinen des Ostflügels der Abtei (Radierung von Eduard Gerhardt, 1834)

Kirche und Klosteranlage in Altenberg verkaufte 1806 der zwischenzeitliche Eigentümer, der bayerische König Maximilian Joseph, an den Kölner Weinhändler Johann Heinrich Pleunissen für 26.415 Reichstaler. Die Chemiker Johann Gottfried Wöllner und Friedrich Mannes pachteten das Gelände und richteten dort eine Chemiefabrik ein, um Berliner Blau herzustellen. Nach einer Explosion und anschließendem Brand in der Nacht vom 6. auf den 7. November 1815 wurden die Klostergebäude und das Dach der Abteikirche vernichtet. Die Klostergebäude und die Kirche verfielen immer mehr. 1830 stürzten erhebliche Teile des südlichen Querschiffs, die Vierung und die angrenzenden Chorpartien des Domes ein. In den darauffolgenden Jahren wechselten noch mehrfach die Besitzer. Die Anlage wurde schließlich teilweise als Steinbruch genutzt.
Ab 1834 wurden am Kirchengebäude erste Sicherungsmaßnahmen ergriffen. Nachdem die Kirchenruine durch Schenkung an den preußischen Staat übergegangen war, unterstützte der preußische König Friedrich Wilhelm III. maßgeblich die Restaurierung der Abteikirche mit der Auflage, dass sie zukünftig als Simultankirche genutzt werde. Der erste evangelische Gottesdienst fand am 13. August 1857 statt. Für die katholische Gemeinde errichtete 1863 das Erzbistum Köln südlich neben dem Dom ein Pfarrhaus, die „Erzbischöfliche Villa“.

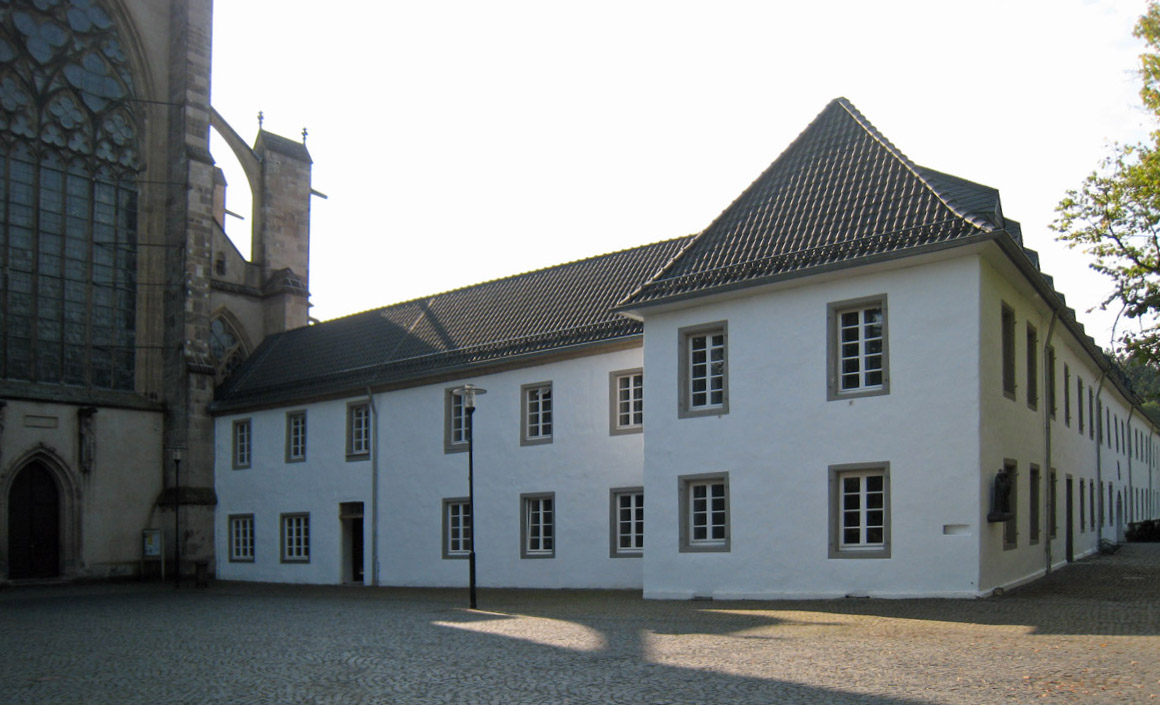
Nordwestecke von Haus Altenberg am Vorplatz zum Dom nach der Renovierung (2017)

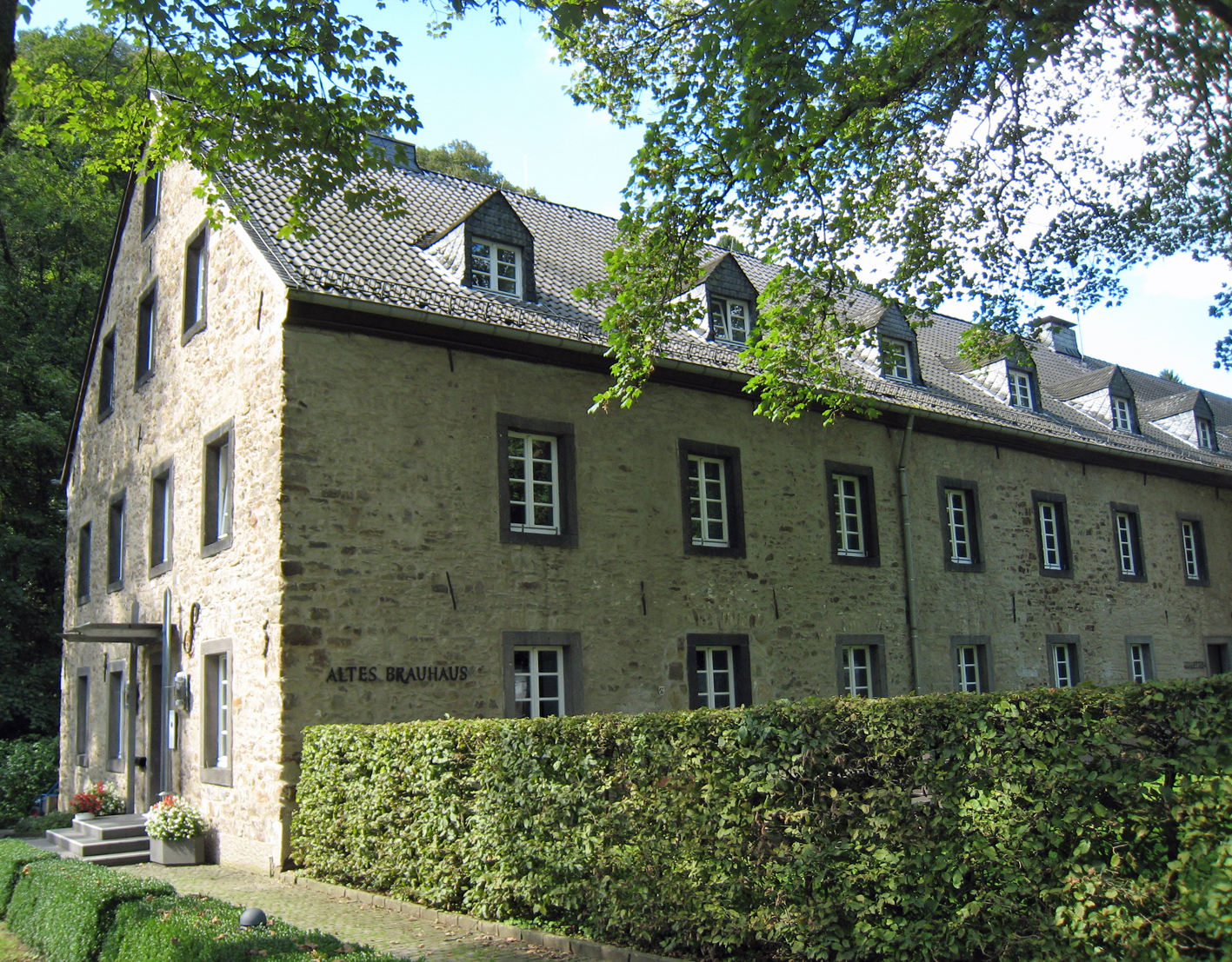
Altes Brauhaus an der Dhünn (2014)

### Haus Altenberg
Ab 1922 wurde das Gelände der früheren Abtei vom Katholischen Jungmännerverband gepachtet und mit dem Dom zum Zentrum für kirchliche Jugendarbeit. Die in verschiedenen Bauphasen zwischen 1922 und 1933 größtenteils neu erstellten Gebäude waren in Grundriss und Form den früheren Abteigebäuden nachempfunden. Sie tragen den Namen Haus Altenberg. Von 1926 bis 1954 war es mit kriegsbedingten Unterbrechungen das Zentrum der katholischen Jugendbewegung in Deutschland. Das Haus Altenberg, seit 1954 in Trägerschaft des Erzbistums Köln, bewirtschaftet heute auch das „Alte Brauhaus“ an der Dhünn und die Orangerie, in der Tagungsräume und eine Dienstwohnung untergebracht sind; für einige Jahre nutzte es auch einen Flügel des Küchenhofs, den es „Haus Morimond“ nannte. In den 1970er- und 1980er-Jahren nahm Rektor Winfried Pilz die mönchische Tradition des Ora et labora (Bete und arbeite) für die Jugendarbeit auf und lud zu Ora-et-labora-Wochen ins Haus Altenberg ein. In dem Zusammenhang entstand 1983 auch der „Aktionskreis Altenberg e. V. – Forum zur Pflege zisterziensischer Tradition“, der den Küchenhof pachtete und eine Gaststätte, Veranstaltungsräume, eine Töpferei, ein Lapidarium und einen Kräuter- und Bauerngarten betrieb. 2018 lief der Erbbaurechtsvertrag aus; der Besitzer Hubertus Prinz zu Sayn-Wittgenstein will nach einem Umbau die Gebäude vornehmlich gastronomisch nutzen.
Im Januar 2013 begann eine Grundsanierung von Haus Altenberg durch das Erzbistum Köln in enger Abstimmung mit der Denkmalpflege. Die Fassaden blieben erhalten, aber die historische Toreinfahrt von 1933 wurde wieder geöffnet und ist der neue Haupteingang. Der Baukörper macht jetzt die ursprüngliche Baustruktur der Abtei stärker erkennbar. Im Zuge des Umbaus wurden auch umfangreiche archäologische Grabungen und Bauforschungsprojekte auf dem Abteigelände vorgenommen. Haus Altenberg wurde am 14. August 2016 wieder eröffnet und von Kardinal Rainer Maria Woelki gesegnet. Das Erzbistum Köln investierte als Bauherr 41 Millionen Euro in die Sanierung.
Im Alten Brauhaus war von 2014 bis 2018 das Edith-Stein-Exerzitienhaus des Erzbistums Köln untergebracht, während die frühere Benediktinerabtei in Siegburg umgebaut wurde. Nach Fertigstellung nutzt das Exerzitienhaus heute wieder die Räumlichkeiten in der ehemaligen Abtei Siegburg zusammen mit dem Katholisch-Sozialen Institut.